# アンナ・マニャーニ
アンナ・マニャーニ（Anna Magnani、1908年3月7日 - 1973年9月26日）は、イタリアの女優。ローマ出身。

## 来歴
父親はエジプト人であると長く紹介されてきたが、実際の父親はカラブリア出身のイタリア人である。母マリーナはアンナを生んだ後、娘を実母に預けてアレクサンドリアへ渡り、裕福なオーストリア人と結婚した。アンナは、祖母の家で祖母と5人の叔母たちから育てられた。第一次世界大戦後に祖母は懸命に働いてアンナをフランス人修道女が運営する寄宿学校へ入れたが、短期間で終わった。ピアノを学んだアンナはローマのサンタ・チェチーリア音楽院で2年間学んだ。その後母を訪ねてアレクサンドリアへ向かうが、母から愛されなかった彼女には苦い思いしか残らなかった。ローマに戻ったアンナは音楽から演劇に転向する。数多くの作品でウェイトレスや歌手という端役を務めた後、1934年映画デビュー。彫りが深い顔立ち、線の太いいかにも「南イタリア女」の風貌で、ロッセリーニ、ルノワール、ヴィスコンティらの作品に出演した。
第二次世界大戦中、ムッソリーニ失脚後、北イタリアはドイツ軍に占領され、ドイツ軍は占領軍使用のため、市民の自動車を徴発した。
自動車を取られたマニャーニは怒って、農家の使う大八車を持ち出し、ドイツ兵に怒鳴りながら、ヴィア・デル・コルソなどの目抜き通りを突っ走ったという。
1935年、映画監督ゴッフレード・アレッサンドリーニと結婚。1942年、一人息子のルカを生んだ。ルカの父親は、当時アンナが交際していた年下の俳優、マッシモ・セラートで、彼はアンナの妊娠を知ると即座に彼女と別れた。彼女はルカに自らの姓マニャーニを名乗らせた（奇しくも、私生児としてアンナを生んだ実母マリーナが、自らの姓を名乗らせたのと同じであった）。
1955年の『バラの刺青』でアカデミー主演女優賞、ゴールデングローブ賞 主演女優賞 (ドラマ部門)を受賞。
晩年に『ふたりの女』の出演依頼がきたとき、50才を遠に過ぎた年齢であったにもかかわらず母親役をよしとせず蹴ったところ、代役は26才年下のソフィア・ローレンになり、ローレンはその演技でアカデミー主演女優賞を獲得。「私の役はみんなソフィアが持っていってしまう。」と後輩の活躍をうらやんだという。
1973年9月、ローマの病院で、膵臓の腫瘍のため死去。晩年の彼女を支えたのは、一人息子ルカと、（一時期交際していたこともあった）ロベルト・ロッセリーニであった。

## 主な出演作品
| 公開年 | 邦題 原題                                             | 役名                 | 備考 |
| ------ | ----------------------------------------------------- | -------------------- | --- |
| 1941   | 家出した少女 La fuggitiva                             | ヴァンダ・レニ       | |
| 1941   | 金曜日のテレーザ Teresa Venerdì                       |                      | |
| 1945   | 無防備都市 Roma, città aperta                         | ピーナ               | |
| 1948   | アモーレ L'Amore                                      | 女／ナンニーニ       | |
| 1948   | 不幸な街角 Molti sogni per le strade                  | リンダ               | |
| 1950   | 噴火山の女 Vulcano                                    | マッダレーナ・ナトリ | |
| 1951   | ベリッシマ Bellissima                                 | マッダレーナ         | |
| 1952   | 黄金の馬車 The Golden Coach                           | カミーラ             | |
| 1953   | われら女性 Siamo Donne                                | 本人役               | |
| 1955   | バラの刺青 The Rose Tattoo                            | セラフィナ           | アカデミー主演女優賞 受賞 英国アカデミー賞 主演女優賞 受賞 ゴールデングローブ賞 主演女優賞 (ドラマ部門) 受賞 |
| 1957   | 野性の息吹き Wild Is the Wind                         | ジオイア             | ベルリン国際映画祭銀熊賞 (女優賞) 受賞                                                                       |
| 1959   | 街の中の地獄 Nella città l'inferno                    | エグレ               | |
| 1959   | 蛇皮の服を着た男 The Fugitive Kind                    | レディ・トランス     | |
| 1962   | マンマ・ローマ Mamma Roma                             | マンマ・ローマ       | |
| 1969   | サンタ・ビットリアの秘密 The Secret of Santa Vittoria | ロサ                 | |
| 1972   | フェリーニのローマ Roma                               | 本人役               | |

## 参照
1. ↑  “ALUMNI” (イタリア語). Conservatorio di Musica Santa Cecilia - Roma. 2021年3月4日閲覧。